# Belle Delphine
Mary-Belle Kirschner (23 oktober 1999), online beter bekend als Belle Delphine, is een Zuid-Afrikaans-Britse internetberoemdheid, pornografische actrice, model en youtuber. Ze staat vooral bekend als erotisch en cosplaymodel op Instagram, waarbij ze de twee vormen soms combineert. Haar posts op het platform zijn vaak geïnspireerd door populaire internetmemes en trends. Belle Delphine wordt omschreven als een e-girl en als een kruising tussen een internettrol en een performancekunstenaar. Er wordt gesteld dat zij invloed heeft gehad op de e-girl-stijl, die populair is op TikTok.
Delphines online persoonlijkheid begon in 2018 als cosplaymodel op Instagram. Befaamd werden haar posts met ahegao-gezicht. Halverwege 2019 kreeg ze bekendheid door een satirisch Pornhub-account aan te maken en haar "GamerGirl Bath Water"-product (waswater uit haar badkuip) via haar online winkel te verkopen. Kort daarna werd haar Instagram-account verwijderd vanwege het schenden van de communityrichtlijnen. Na een onderbreking van oktober 2019 tot en met juni 2020 startte Delphine een OnlyFans-account waarop ze inhoud voor volwassenen plaatst. Delphine is ook begonnen met het uploaden van muziekvideo's op haar YouTube-account, dat vaak dienstdoet als reclame voor haar OnlyFans-account.

## Persoonlijk leven
Delphine werd geboren op 23 oktober 1999 in Zuid-Afrika en groeide op in Kaapstad. Ze werd als een vroom christen opgevoed. Nadat haar ouders waren gescheiden, verhuisde ze met haar moeder naar het Zuid-Engelse kustplaatsje Lymington. Ze ging naar de Priestlands School, maar stopte op veertienjarige leeftijd omdat ze op internet werd gepest. Rond deze tijd werd ze behandeld voor depressie. Nadat ze was gestopt, vond ze werk als serveerster, oppas en barista, en ze begon foto's van haar cosplay op haar Facebook-account te plaatsen.